# Potosí
Potosí é a capital da Província de Tomás Frías e do Departamento de Potosí, na Bolívia. Sua população, no censo de 2024, era de 218.336 habitantes, .Situada na Cordilheira dos Andes, à altitude de 3.967 metros, é uma das cidades, geograficamente, mais altas do mundo.
Há muita cultura a ser compartilhada com quem vier visitar Potosí. Sua população é na maioria bem humilde, em geral, pessoas com baixo nível de escolaridade e de renda baixa. A população boliviana tem a face marcada geralmente por traços de ascendência indígena, com pele morena e cabelos e olhos escuros.
É conhecida pelo seu vasto patrimônio arquitetônico. A Catedral Gótica de São Lourenço, a Casa da Moeda e a Universidade Tomás Frias são admirados mundialmente entre outros, e a cidade, em 1987, passou a integrar a lista do Patrimônio Mundial da UNESCO. O governo da Bolívia requisitou junto à UNESCO que esta contribuição para a criação de um museu local, além de preservação e restauro de alguns monumentos de Potosí. Após aprovação junto ao comitê executivo, entre janeiro de 2001 e dezembro de 2002 a UNESCO proporcionou ajuda técnica e financeira para os projetos apresentados.

## História
Foi fundada em 1546. Em 1611, já era a maior produtora de prata do mundo e tinha à volta de 150 000 habitantes. Alcançou seu apogeu durante o século XVII, tornando-se a segunda cidade mais populosa (atrás de Paris) e a mais rica do mundo, devido à exploração de prata enviada à Espanha.
No entanto, em 1825, a maior parte da prata já se tinha esgotado e a sua população desceu até os 8 000 habitantes.
No começo do século XX, a exploração de estanho se incrementou pela demanda mundial e, como consequência, Potosí voltou à experimentar um crescimento importante.

### Versões sobre o período pré-europeu
A história inicial da cidade é uma mescla intrincada de fatos fantásticos e verídicos, pelo que é difícil distinguir a história da lenda. Diz-se que as minas de prata foram descobertas casualmente em uma noite de 1545, por um pastor quíchua chamado Diego Huallpa, que se perdeu quando regressava com seu rebanho de lhamas. Decidiu, então, acampar no pé do Cerro Rico e fez uma grande fogueira para abrigar-se do frio. Quando acordou pela manhã, notou que entre as brasas brilhavam pedaços de prata, fundidos e derretidos pelo calor do fogo. O local era aparentemente tão rico em prata que ela se encontrava à mostra no terreno. Em 1 de abril de 1545, um grupo de espanhóis liderado pelo capitão Juan de Villarroel tomou posse de Cerro Rico, tentando confirmar os relatos do pastor. Imediatamente estabeleceu-se um povoado.

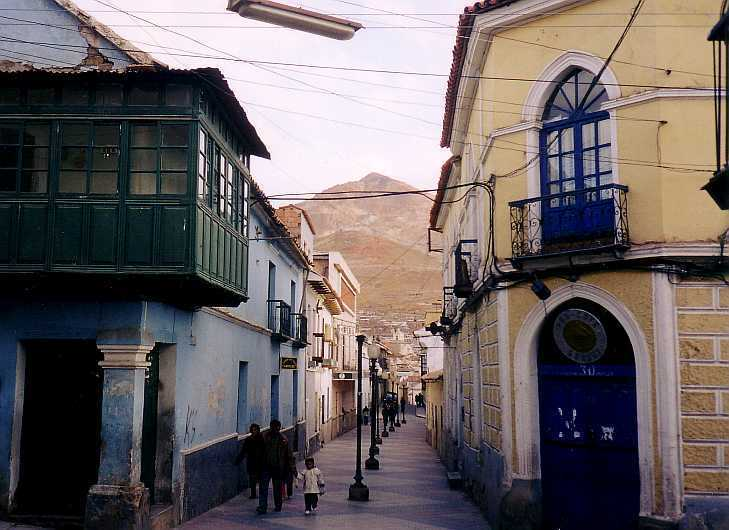
Rua de Potosí e o Cerro Rico

Segundo outra versão, os incas já conheciam a existência de prata no local, mas quando o imperador inca tentou começar sua exploração, o monte o teria expulsado mediante uma estrondosa explosão (de onde deriva o nome do lugar, "¡P'utuqsi!"), proibindo-lhe de extrair a prata, que estava reservada "para os que viriam depois". Os historiadores veem, nesta variante, uma deliberada influência dos espanhóis na lenda para legitimar seus trabalhos no local.

### A chegada dos espanhóis
Após a chegada dos espanhóis à América e a dominação do povo inca, com a descoberta de Potosí e sua riqueza em prata, começou sua extração, utilizando-se, para isso, trabalho indígena, chegando cada extrator a levar 29 quilogramas de prata por dia, subindo pelas minas com este peso em uma bolsa atada ao pescoço.
Em razão das más condições de trabalho, muitos índios acabavam morrendo, por fome ou doenças, como pneumonia, acidentes, como soterramentos e quedas de grandes alturas. Frei Domingo de Santo Tomas, um padre que viveu à época, escreveu: "Não é prata o que se envia à Espanha, é o suor e sangue dos índios".

## Cidades irmãs
- San Luis Potosí, México
- Lassa, China